# Воррен Сімпсон
Во́ррен Сі́мпсон (англ. Warren Simpson) — австралійський професіональний гравець у снукер. У листопаді 1970 року на чемпіонаті світу, який проводився в Сіднеї, він зайняв друге місце. У вирішальному матчі Сімпсон програв Джону Спенсеру з рахунком 29:37.. Крім цього, у 1963 і 1968 роках Воррен був чемпіоном Австралії серед професіоналів, і ще 6 разів ставав фіналістом турніру
Воррен Сімпсон тривалий час хворів на цукровий діабет, від якого й помер 1980 року.